# František Ringhoffer II.
František Ringhoffer II., v německojazyčných pramenech Franz Ringhoffer (28. dubna 1817 Praha – 23. března 1873 Smíchov), byl český a rakouský podnikatel a politik z rodiny Ringhofferů, v 60. letech 19. století starosta Smíchova a poslanec Českého zemského sněmu.

## Biografie
Jeho otcem byl Josef Ringhoffer, majitel kovárny na měď, jež se specializovala na dodávky zařízení pro cukrovary a lihovary. Měl čtyři starší a jednu mladší sestru, byl nejstarší ze čtyř synů. František Ringhoffer vystudoval gymnázium a technickou školu a pak nastoupil do firmy svého otce v Kamenici, kterou po jeho smrti roku 1847 zcela převzal. Hamr, zděděný po otci, přestavěl na válcovnu, v níž vyráběl plechové pláty.
21. února 1852 koupil pozemky na Smíchově mezi dnešními ulicemi Štefánikova, Plzeňská a Kartouzská a zbudoval zde nový areál továrny na železniční vagony. Od roku 1854 produkoval nákladní vagony (první výrobky opustily tovární halu 20. dubna 1854). V následujících letech firma expandovala a rozšířila se o slévárnu a kotlárnu. Od roku 1863 přibyla i výroba osobních vagonů. Z Ringhofferova podniku se stala největší vagónka v Rakousku. Dodávala i salonní vozy pro císařovnu Alžbětu. V závodě Ringhoffer zaváděl moderní technologie, jako první v monarchii například prováděl válcování bezešvých trubek. V roce 1854 založil podnikovou nemocenskou pokladnu a od roku 1870 poskytoval svým zaměstnancům možnost penzijního fondu.
Kromě strojírenství podnikal i v pivovarnickém průmyslu (pivovar ve Velkých Popovicích). Poté, co byly v okolí nalezeny vydatné prameny vody, rozhodl se Ringhoffer v roce 1871 pro výstavbu zcela nového pivovarského areálu, který byl dokončen roku 1874 a o rok později již dosáhl pivovar výstavu 18 tisíc hektolitrů.
Po obnovení ústavního života v Rakouském císařství počátkem 60. let 19. století se zapojil i do politiky. V roce 1861 se stal starostou Smíchova. Na funkci rezignoval v roce 1864, ale byl opět zvolen. V zemských volbách v Čechách v roce 1861 byl také zvolen v městské kurii (volební obvod Smíchov) do Českého zemského sněmu jako nezávislý kandidát. Kromě toho byl do sněmu zvolen i ve velkostatkářské kurii za nesvěřenecké velkostatky. Politicky byl napojen na takzvanou Ústavní stranu (liberální německá formace podporující centralistický model rakouského státu). Opětovně do sněmu pronikl v zemských volbách roku 1872 (velkostatkářská kurie, nesvěřenecké velkostatky).
V roce 1869 koupil zámek Lojovice. Zemřel nečekaně po krátké nemoci 23. března 1873. Podnikání převzal již za jeho života nejstarší syn František Ringhoffer III. (1844–1909).

### Rodinný život
František Ringhoffer II. byl od roku 1842 ženat s Josefínou Schallowetzovou (16. 1. 1822, Staňkovice – 17. 4. 1896, Vízmberk), která přivedla na svět šest dětí, dvě z nich zemřely v dětství.
- 1. Marie Filipína (7. 1. 1843, Staré Město – 22. 10. 1855, Smíchov)
- 2. František (22. 11. 1844, Praha – 23. 7. 1909, Bad Kissingen), manž. 1871 Františka Kleinová (29. 8. 1853, Postojna – 29. 6. 1940, Praha)
- 3. Emanuel (7. 3. 1848, Praha – 17. 8. 1923, Kamenice), manž. 1875 Frederika Kleinová (31. 3. 1855, Postojna – 18. 1. 1936, Praha)
- 4. Vilém (kolem července 1852 – 17. 4. 1854, Smíchov)
- 5. Viktor (7. 9. 1854, Kamenice – 25. 7. 1922, Lojovice), manž. 1908 Marie Kleinová (26. 2. 1858, Vídeň – 3. 3. 1951, Golling an der Salzach, Salcbursko)
- 6. Emilie (6. 2. 1858, Smíchov – 1. 12. 1947, Šumperk), manž. 1878 Franz III. Klein (29. 5. 1851, Schottwien – 6. 1. 1930, Loučná nad Desnou)

## Ocenění
- Byl mu propůjčen Řád železné koruny 2. třídy.[11]
- Roku 1872 se stal baronem.[6][16]
- U příležitosti 200. let od narození Františka II. Ringhoffera proběhla na Smíchově v galerii Portheimka výstava nazvaná Ringhofferové. Historik Pavel Fabini, autor výstavy, zde zachytil vývoj rodového podnikání Ringhofferů a jejich politické a kulturní aktivity.

## Pamětní deska

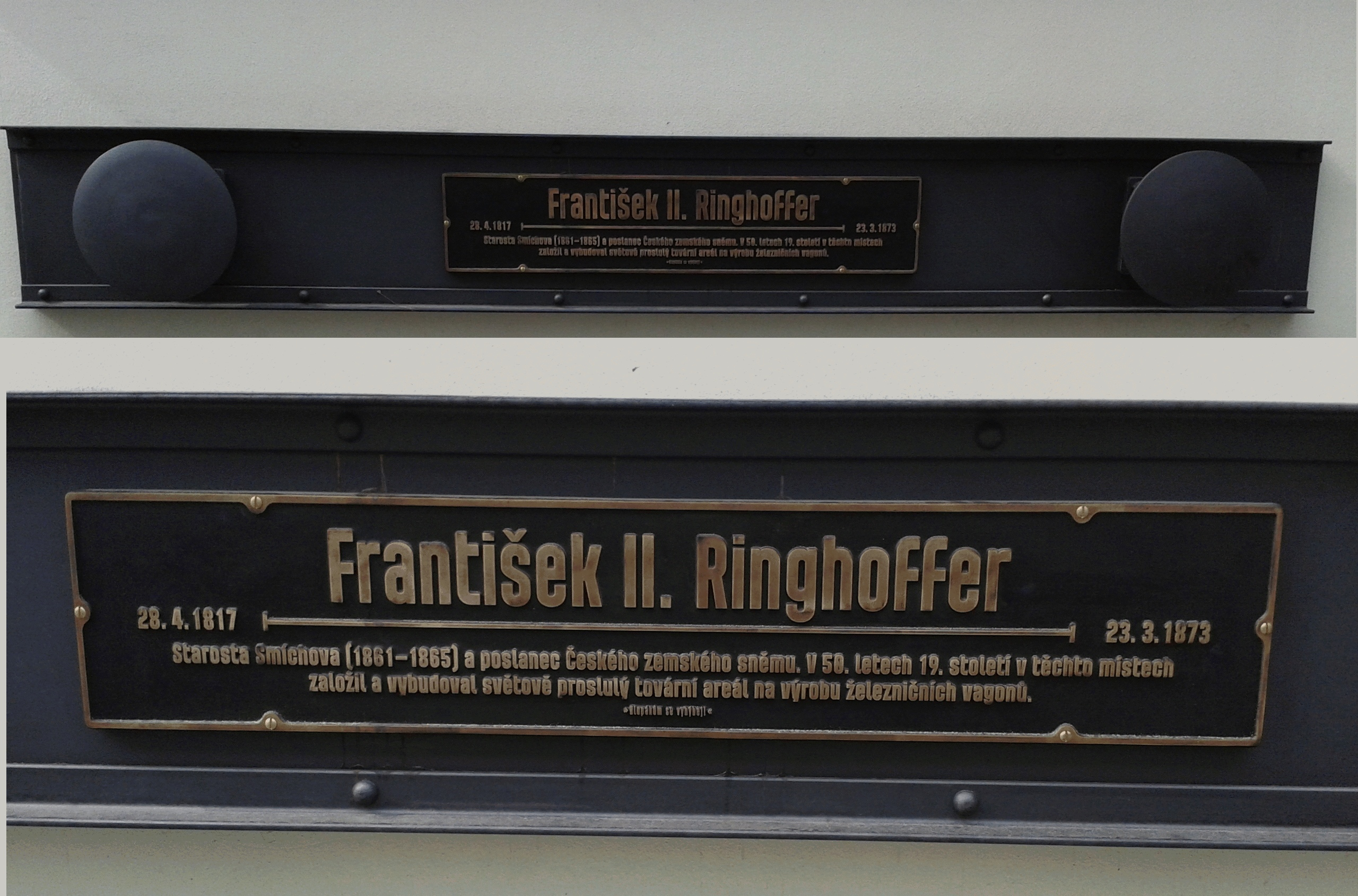
Pamětní deska v Praze na Smíchově (nohoře celkový pohled, dole detail)

V pátek 27. dubna 2018 v 11.00 hodin byla slavnostně odhalena pamětní deska barona Františka II. Ringhoffera na adrese Plzeňská 233/10 (na fasádě obchodního centra Nový Smíchov, přesněji na fasádě někdejší hlavní budovy bývalé tovární haly Ringhofferových závodů na výrobu železničních vagonů – „Tatrovky“). Pamětní desku iniciovala a financovala městská část Praha 5. Pamětní deska má podobu vlakových nárazníků (tzv. „narážecího ústrojí“), mezi nimiž je umístěn text, a je z dílny sochaře a restaurátora MgA. Jakuba Grece. Desku slavnostně odhalili starosta Prahy 5 Pavel Richter (TOP 09), jeho zástupce Lukáš Herold (ODS) a ředitel obchodního centra David Pažitka.